# I liga argentyńska w piłce nożnej (1992/1993)
Mistrzem Argentyny turnieju Apertura w sezonie 1992/93 został klub Boca Juniors, natomiast wicemistrzem Argentyny turnieju Apertura został klub River Plate.
Mistrzem Argentyny turnieju Clausura w sezonie 1992/1993 został CA Vélez Sarsfield, natomiast wicemistrzem Argentyny turnieju Clausura został klub Independiente.
Do Copa Libertadores w roku 1994 zakwalifikowały się następujące kluby:
- Boca Juniors (mistrz Argentyny Apertura)
- CA Vélez Sarsfield (mistrz Argentyny Clausura)

Do Copa CONMEBOL w roku 1993 zakwalifikowały się z Argentyny trzy kluby:
- CA Huracán
- Deportivo Español
- San Lorenzo de Almagro

Tabela spadkowa zadecydowała o tym, które kluby spadną do drugiej ligi (Primera B Nacional Argentina). Spadły kluby, które w tabeli spadkowej zajęły dwa ostatnie miejsca – Talleres Córdoba i San Martín Tucumán. Na ich miejsce awansowały dwie najlepsze drużyny z drugiej ligi – CA Banfield i Gimnasia y Tiro Salta.

## Torneo Apertura 1992/1993

### Apertura 1
| Data                 | Mecz |
| -------------------- | --- |
| 7 sierpnia 1992      | CA Huracán – Independiente 3:3 Jorge Enrique Cruz-Cruz (2, 1k), Walter Luis Pelletti – Néstor Craviotto (2), Martín Raúl Vilallonga |
| 9 sierpnia 1992      | Deportivo Mandiyú – Boca Juniors 0:0 mecz rozegrany został na stadionie klubu Huracán Corrientes                                    |
| 9 sierpnia 1992      | CA Platense – Talleres Córdoba 2:0 Carlos A. Graff (2)                                                                              |
| 9 sierpnia 1992      | Racing Club de Avellaneda – Club Atlético Lanús 1:1 Jorge Horacio Borelli (k) – Miguel Ángel Gambier (k)                            |
| 9 sierpnia 1992      | Gimnasia y Esgrima La Plata – San Lorenzo de Almagro 1:1 Hugo Romeo Guerra – Pablo Javier Morant s                                  |
| 9 sierpnia 1992      | River Plate – Rosario Central 0:1 David Bisconti                                                                                    |
| 9 sierpnia 1992      | Ferro Carril Oeste – Estudiantes La Plata 0:0                                                                                       |
| 16 września 1992     | Newell’s Old Boys – Argentinos Juniors 0:1 Christian Javier Trapasso                                                                |
| 30 września 1992     | Belgrano Córdoba – San Martín Tucumán 2:2 Luis Fabián Artime (2) – Ricardo Luis del Valle Solbes (2)                                |
| 14 października 1992 | CA Vélez Sarsfield – Deportivo Español 0:1 José Fabián Albornoz (k)                                                                 |

### Apertura 2
| Data                 | Mecz |
| -------------------- | --- |
| 16 sierpnia 1992     | Boca Juniors – Belgrano Córdoba 2:0 Roberto Cabañas, José Luis Villarreal (k)                                                                                               |
| 16 sierpnia 1992     | Deportivo Español – CA Huracán 0:1 Jorge Enrique Cruz-Cruz |
| 16 sierpnia 1992     | Independiente – Ferro Carril Oeste 2:0 Hermes Desio, Néstor Fernando Villarreal                                                                                             |
| 16 sierpnia 1992     | Estudiantes La Plata – River Plate 0:1 Hernán Edgardo Díaz |
| 16 sierpnia 1992     | Argentinos Juniors – Gimnasia y Esgrima La Plata 2:1 Lorenzo Sáez, Roberto Arturo Mogrovejo – Hugo Romeo Guerra mecz rozegrany został na stadionie klubu Ferro Carril Oeste |
| 16 sierpnia 1992     | San Lorenzo de Almagro – Racing Club de Avellaneda 1:1 Néstor Gorosito – Claudio Omar García mecz rozegrany został na stadionie klubu CA Huracán                            |
| 16 sierpnia 1992     | Club Atlético Lanús – CA Platense 1:1 Marcelo Espina – Carlos A. Graff |
| 16 sierpnia 1992     | Talleres Córdoba – Deportivo Mandiyú 1:0 Alejandro Martín Kenig |
| 7 września 1992      | Rosario Central – Newell’s Old Boys 2:1 José Luis Rodríguez, Hugo Aníbal Galloni – Ricardo Gabriel Lunari                                                                   |
| 18 października 1992 | San Martín Tucumán – CA Vélez Sarsfield 1:0 Mario Alberto Jiménez |

### Apertura 3
| Data             | Mecz |
| ---------------- | --- |
| 23 sierpnia 1992 | Talleres Córdoba – Boca Juniors 0:0 |
| 23 sierpnia 1992 | Deportivo Mandiyú – Club Atlético Lanús 1:5 Luis Alberto Ramos – Miguel Ángel Gambier (2, 1k), Carlos Gabriel Amodeo, Fernando Clemente Di Carlo (2) mecz rozegrany został na stadionie klubu Huracán Corrientes |
| 23 sierpnia 1992 | CA Platense – San Lorenzo de Almagro 0:1 Alberto Acosta |
| 23 sierpnia 1992 | Racing Club de Avellaneda – Argentinos Juniors 1:0 Carlos Luis Torres |
| 23 sierpnia 1992 | Gimnasia y Esgrima La Plata – Rosario Central 2:1 Pablo Javier Morant, Guillermo Barros Schelotto – Marcelo Delgado                                                                                              |
| 23 sierpnia 1992 | Newell’s Old Boys – Estudiantes La Plata 0:3 Juan Carlos Ramírez, Alejandro Larrea, Rubén Óscar Capria |
| 23 sierpnia 1992 | River Plate – Independiente 3:0 Ramón Ángel Díaz, Rubén Fernando Da Silva, Ramón Medina Bello |
| 23 sierpnia 1992 | Ferro Carril Oeste – Deportivo Español 1:1 Mario Gabriel Pobersnik – Walter Adrián Parodi |
| 23 sierpnia 1992 | CA Huracán – San Martín Tucumán 2:0 Jorge Enrique Cruz-Cruz, Mariano Dalla Líbera |
| 23 sierpnia 1992 | CA Vélez Sarsfield – Belgrano Córdoba 1:0 Ricardo Nicolás Rentera |

### Apertura 4
| Data                 | Mecz |
| -------------------- | --- |
| 28 sierpnia 1992     | Independiente – Newell’s Old Boys 1:0 Éber Alejandro Moas |
| 30 sierpnia 1992     | Belgrano Córdoba – CA Huracán 1:3 Luis Fabián Artime – Antonio Humberto Váttimos, Jorge Enrique Cruz-Cruz, Walter Luis Pelletti                                                     |
| 30 sierpnia 1992     | San Martín Tucumán – Ferro Carril Oeste 0:0 |
| 30 sierpnia 1992     | Deportivo Español – River Plate 0:2 Rubén Fernando Da Silva, Ramón Ángel Díaz mecz rozegrany został na stadionie klubu CA Vélez Sarsfield                                           |
| 30 sierpnia 1992     | Rosario Central – Racing Club de Avellaneda 1:0 José Luis Rodríguez |
| 1 września 1992      | San Lorenzo de Almagro – Deportivo Mandiyú 2:3 Alberto Acosta (2, 2k) – Arsenio Benítez Zarza, Pedro Daniel Barrios Delgado (2) mecz rozegrany został na stadionie klubu CA Huracán |
| 1 września 1992      | Club Atlético Lanús – Talleres Córdoba 1:1 Fernando Clemente Di Carlo – Teófilo Barrios García                                                                                      |
| 2 września 1992      | Boca Juniors – CA Vélez Sarsfield 3:2 Roberto Cabañas, Héctor Almandoz s, Alberto José Márcico – Esteban Fernando González (2)                                                      |
| 2 września 1992      | Argentinos Juniors – CA Platense 1:1 Carlos Patricio Mac Allister – Pedro Damián Uliambre mecz rozegrany został na stadionie klubu Ferro Carril Oeste                               |
| 18 października 1992 | Estudiantes La Plata – Gimnasia y Esgrima La Plata 1:1 José Alberto Percudani – Pablo Bengoechea                                                                                    |

### Apertura 5
| Data            | Mecz |
| --------------- | --- |
| 5 września 1992 | Club Atlético Lanús – Boca Juniors 0:2 José Luis Villarreal (2, 1k) mecz rozegrany został na stadionie klubu Independiente                                  |
| 6 września 1992 | Talleres Córdoba – San Lorenzo de Almagro 1:3 Claudio Alejandro Rivadero – Alberto Acosta (2), Roberto Luis Oste                                            |
| 6 września 1992 | Deportivo Mandiyú – Argentinos Juniors 1:1 Arsenio Benítez Zarza – Carlos Patricio Mac Allister mecz rozegrany został na stadionie klubu Huracán Corrientes |
| 6 września 1992 | CA Platense – Rosario Central 1:2 Carlos A. Graff (k) – Sergio Fabián Vázquez, José Luis Rodríguez                                                          |
| 6 września 1992 | Racing Club de Avellaneda – Estudiantes La Plata 1:0 Luis Ernesto Abramovich                                                                                |
| 6 września 1992 | Gimnasia y Esgrima La Plata – Independiente 2:0 Hugo Romeo Guerra, Favio Damián Fernández                                                                   |
| 6 września 1992 | Newell’s Old Boys – Deportivo Español 1:1 Mauricio Pochettino – Rafael Alberto Luongo                                                                       |
| 6 września 1992 | River Plate – San Martín Tucumán 0:0 |
| 6 września 1992 | Ferro Carril Oeste – Belgrano Córdoba 3:0 Daniel Antonio González (2), Miguel Ángel Ortolá                                                                  |
| 6 września 1992 | CA Huracán – CA Vélez Sarsfield 0:2 Walter Reinaldo Pico, José Óscar Flores                                                                                 |

### Apertura 6
| Data             | Mecz |
| ---------------- | --- |
| 11 września 1992 | San Lorenzo de Almagro – Club Atlético Lanús 1:0 Alberto Acosta (k) mecz rozegrany został na stadionie klubu CA Huracán przerwany w 79 minucie – wynik pozostał                                   |
| 13 września 1992 | Boca Juniors – CA Huracán 2:2 Sergio Daniel Martínez, José Luis Villarreal – Hugo Morales, Walter Luis Pelletti                                                                                   |
| 13 września 1992 | CA Vélez Sarsfield – Ferro Carril Oeste 0:0 |
| 13 września 1992 | Belgrano Córdoba – River Plate 0:0 |
| 13 września 1992 | San Martín Tucumán – Newell’s Old Boys 0:0 |
| 13 września 1992 | Deportivo Español – Gimnasia y Esgrima La Plata 3:1 Marcelo Omar Caviglia (2), Walter Adrián Parodi – Pablo Javier Morant                                                                         |
| 13 września 1992 | Independiente – Racing Club de Avellaneda 1:1 Gerardo Manuel Reinoso – Alfredo Óscar Graciani |
| 13 września 1992 | Estudiantes La Plata – CA Platense 2:1 Juan Carlos Ramírez (2) – Sergio Javier Pérez |
| 13 września 1992 | Rosario Central – Deportivo Mandiyú 1:2 José Luis Rodríguez – Guido Virgilio Alvarenga, Roberto Orlando Lugo                                                                                      |
| 13 września 1992 | Argentinos Juniors – Talleres Córdoba 2:2 Ariel Gustavo Orellano s, Lorenzo Sáez – Ramón Arsenio Benítez, Rolando Francisco Mannarino mecz rozegrany został na stadionie klubu Ferro Carril Oeste |

### Apertura 7
| Data             | Mecz |
| ---------------- | --- |
| 18 września 1992 | River Plate – CA Vélez Sarsfield 0:0                                                                                             |
| 19 września 1992 | CA Platense – Independiente 0:0 mecz rozegrany został na stadionie klubu Racing Club de Avellaneda                               |
| 20 września 1992 | San Lorenzo de Almagro – Boca Juniors 0:1 Roberto Cabañas mecz rozegrany został na stadionie klubu River Plate                   |
| 20 września 1992 | Club Atlético Lanús – Argentinos Juniors 0:0                                                                                     |
| 20 września 1992 | Talleres Córdoba – Rosario Central 1:0 Juan Carlos Ruiz Díaz                                                                     |
| 20 września 1992 | Deportivo Mandiyú – Estudiantes La Plata 0:0 mecz rozegrany został na stadionie klubu Huracán Corrientes                         |
| 20 września 1992 | Racing Club de Avellaneda – Deportivo Español 0:0                                                                                |
| 20 września 1992 | Gimnasia y Esgrima La Plata – San Martín Tucumán 1:3 Pablo Bengoechea – Óscar Eduardo Juárez (3)                                 |
| 20 września 1992 | Newell’s Old Boys – Belgrano Córdoba 1:3 Daniel Navarro Leguizamón – Luis Fabián Artime, Roberto Monserrat, César Antonio Laciar |
| 20 września 1992 | Ferro Carril Oeste – CA Huracán 0:0                                                                                              |

### Apertura 8
| Data             | Mecz |
| ---------------- | --- |
| 26 września 1992 | Boca Juniors – Ferro Carril Oeste 0:0 |
| 26 września 1992 | Estudiantes La Plata – Talleres Córdoba 0:2 Ramón Arsenio Benítez, Alejandro Martín Kenig                                                    |
| 27 września 1992 | CA Huracán – River Plate 0:2 Ramón Medina Bello, Jorge Gabriel Vázquez                                                                       |
| 27 września 1992 | CA Vélez Sarsfield – Newell’s Old Boys 2:0 Esteban Fernando González, Sergio Óscar Stachiotti s                                              |
| 27 września 1992 | Belgrano Córdoba – Gimnasia y Esgrima La Plata 2:0 Luis Fabián Artime, Juan Gustavo Spallina                                                 |
| 27 września 1992 | San Martín Tucumán – Racing Club de Avellaneda 1:0 Jorge Orlando López                                                                       |
| 27 września 1992 | Deportivo Español – CA Platense 0:0 |
| 27 września 1992 | Independiente – Deportivo Mandiyú 1:1 Éber Alejandro Moas – Pedro Daniel Barrios Delgado (k)                                                 |
| 27 września 1992 | Rosario Central – Club Atlético Lanús 2:0 José Luis Rodríguez, Leonardo Carol Madelón                                                        |
| 27 września 1992 | Argentinos Juniors – San Lorenzo de Almagro 1:1 Lorenzo Sáez – Roberto Luis Oste mecz rozegrany został na stadionie klubu Ferro Carril Oeste |

### Apertura 9
| Data                | Mecz |
| ------------------- | --- |
| 2 października 1992 | San Lorenzo de Almagro – Rosario Central 3:0 Sergio Fabián Vázquez s, Alberto Acosta (2) mecz rozegrany został na stadionie klubu CA Huracán                                   |
| 3 października 1992 | Newell’s Old Boys – CA Huracán 2:0 Eduardo Berizzo, Claudio Marcelo Enría |
| 4 października 1992 | Argentinos Juniors – Boca Juniors 0:1 Luis Alberto Carranza mecz rozegrany został na stadionie klubu Ferro Carril Oeste                                                        |
| 4 października 1992 | Club Atlético Lanús – Estudiantes La Plata 1:0 Miguel Ángel Gambier |
| 4 października 1992 | Talleres Córdoba – Independiente 0:0 |
| 4 października 1992 | Deportivo Mandiyú – Deportivo Español 2:1 Pedro Daniel Barrios Delgado (k), Luis Alberto Ramos – Julio César Gaona mecz rozegrany został na stadionie klubu Huracán Corrientes |
| 4 października 1992 | CA Platense – San Martín Tucumán 0:0 |
| 4 października 1992 | Racing Club de Avellaneda – Belgrano Córdoba 0:1 Luis Fabián Artime |
| 4 października 1992 | Gimnasia y Esgrima La Plata – CA Vélez Sarsfield 0:1 Mauricio Pellegrino |
| 4 października 1992 | River Plate – Ferro Carril Oeste 2:1 Ramón Ángel Díaz (k), Ramón Medina Bello – Sergio Francisco Ottero                                                                        |

### Apertura 10
| Data                 | Mecz |
| -------------------- | --- |
| 11 października 1992 | Boca Juniors – River Plate 1:0 Sergio Daniel Martínez |
| 11 października 1992 | Ferro Carril Oeste – Newell’s Old Boys 2:0 Oscar Garré, José Alfredo Forte                                                                                      |
| 11 października 1992 | CA Huracán – Gimnasia y Esgrima La Plata 2:2 Mariano Dalla Líbera, Hugo Morales – Guillermo Barros Schelotto, Pablo Bengoechea                                  |
| 11 października 1992 | CA Vélez Sarsfield – Racing Club de Avellaneda 0:1 Carlos Luis Torres                                                                                           |
| 11 października 1992 | Belgrano Córdoba – CA Platense 3:2 Luis Fabián Artime, José Orlando Blanchart, Javier Alejandro Arbarello – Leonardo Javier Colombo (k), Adrián Alberto Bianchi |
| 11 października 1992 | San Martín Tucumán – Deportivo Mandiyú 3:1 Jorge Orlando López (2), Óscar Eduardo Juárez – Arsenio Benítez Zarza                                                |
| 11 października 1992 | Deportivo Español – Talleres Córdoba 5:0 Walter Adrián Parodi, Marcelo Omar Caviglia (2), José Batista, Julio César Gaona                                       |
| 11 października 1992 | Independiente – Club Atlético Lanús 0:1 Fernando Clemente Di Carlo                                                                                              |
| 11 października 1992 | Estudiantes La Plata – San Lorenzo de Almagro 0:1 Alejandro Omar Simionato                                                                                      |
| 11 października 1992 | Rosario Central – Argentinos Juniors 1:1 Sergio Fabián Vázquez – Carlos Javier Netto                                                                            |

### Apertura 11
| Data                 | Mecz |
| -------------------- | --- |
| 25 października 1992 | Argentinos Juniors – Estudiantes La Plata 2:4 Juan Carlos Ramírez s, Marcelo Jorge Reggiardo – José Alberto Percudani, Rubén Óscar Capria (2), Alejandro Larrea mecz rozegrany został na stadionie klubu Ferro Carril Oeste |
| 25 października 1992 | San Lorenzo de Almagro – Independiente 2:1 Roberto Luis Oste, Alejandro Omar Simionato – Diego Cagna mecz rozegrany został na stadionie klubu CA Huracán                                                                    |
| 25 października 1992 | Club Atlético Lanús – Deportivo Español 2:0 Fernando Clemente Di Carlo, Néstor Osvaldo González |
| 25 października 1992 | Talleres Córdoba – San Martín Tucumán 0:1 Claudio Ariel Spontón |
| 25 października 1992 | Deportivo Mandiyú – Belgrano Córdoba 1:0 Antonio Apud mecz rozegrany został na stadionie klubu Huracán Corrientes |
| 25 października 1992 | CA Platense – CA Vélez Sarsfield 1:0 Miguel Ángel Ludueña |
| 25 października 1992 | Racing Club de Avellaneda – CA Huracán 0:1 Jorge Enrique Cruz-Cruz |
| 25 października 1992 | Gimnasia y Esgrima La Plata – Ferro Carril Oeste 0:0 |
| 25 października 1992 | Newell’s Old Boys – River Plate 2:1 Alfredo Mendoza (2) – Julio César Toresani |
| 27 października 1992 | Boca Juniors – Rosario Central 3:0 Sergio Daniel Martínez, Roberto Cabañas (2) |

### Apertura 12
| Data                 | Mecz |
| -------------------- | --- |
| 30 października 1992 | Independiente – Argentinos Juniors 1:0 Sebastián Rambert |
| 31 października 1992 | Deportivo Español – San Lorenzo de Almagro 0:2 Alberto Acosta, Alejandro Omar Simionato mecz rozegrany został na stadionie klubu Ferro Carril Oeste         |
| 1 listopada 1992     | Newell’s Old Boys – Boca Juniors 0:0 |
| 1 listopada 1992     | River Plate – Gimnasia y Esgrima La Plata 2:0 Jorge Gabriel Vázquez, Rubén Fernando Da Silva                                                                |
| 1 listopada 1992     | Ferro Carril Oeste – Racing Club de Avellaneda 2:1 Daniel Antonio González, Mario Gabriel Pobersnik – Alfredo Óscar Graciani                                |
| 1 listopada 1992     | CA Huracán – CA Platense 1:2 Antonio Humberto Váttimos – Adrián Alberto Bianchi (2)                                                                         |
| 1 listopada 1992     | CA Vélez Sarsfield – Deportivo Mandiyú 2:2 Ricardo Nicolás Rentera (2) – Pedro Daniel Barrios Delgado, Luis Alberto Ramos                                   |
| 1 listopada 1992     | Belgrano Córdoba – Talleres Córdoba 0:0 |
| 1 listopada 1992     | San Martín Tucumán – Club Atlético Lanús 0:1 Rodolfo Ramón García                                                                                           |
| 1 listopada 1992     | Estudiantes La Plata – Rosario Central 6:1 Daniel Fernando Peinado, José Luis Calderón (2), Juan Carlos Ramírez (2), Marcelo Carracedo – Omar Arnaldo Palma |

### Apertura 13
| Data             | Mecz |
| ---------------- | --- |
| 6 listopada 1992 | San Lorenzo de Almagro – San Martín Tucumán 0:0 mecz rozegrany został na stadionie klubu CA Huracán                                                          |
| 8 listopada 1992 | Boca Juniors – Estudiantes La Plata 1:0 Carlos Tapia |
| 8 listopada 1992 | Rosario Central – Independiente 3:0 Alberto Osvaldo Boggio, Marcelo Delgado, José Luis Rodríguez                                                             |
| 8 listopada 1992 | Argentinos Juniors – Deportivo Español 2:0 Gustavo Javier Pereyra, Christian Javier Trapasso (k) mecz rozegrany został na stadionie klubu Ferro Carril Oeste |
| 8 listopada 1992 | Club Atlético Lanús – Belgrano Córdoba 0:1 Juan Gustavo Spallina                                                                                             |
| 8 listopada 1992 | Talleres Córdoba – CA Vélez Sarsfield 2:1 Fabio Héctor Zárate, Alejandro Martín Kenig – Ricardo Alberto Gareca                                               |
| 8 listopada 1992 | Deportivo Mandiyú – CA Huracán 0:1 Hugo Morales mecz rozegrany został na stadionie klubu Huracán Corrientes                                                  |
| 8 listopada 1992 | CA Platense – Ferro Carril Oeste 0:1 Daniel Antonio González                                                                                                 |
| 8 listopada 1992 | Racing Club de Avellaneda – River Plate 0:3 Rubén Fernando Da Silva, Walter Gustavo Silvani, Ramón Medina Bello                                              |
| 8 listopada 1992 | Gimnasia y Esgrima La Plata – Newell’s Old Boys 1:0 Pablo Bengoechea (k)                                                                                     |

### Apertura 14
| Data              | Mecz |
| ----------------- | --- |
| 13 listopada 1992 | River Plate – CA Platense 2:1 Ramón Medina Bello, Ramón Ángel Díaz – Pedro Damián Uliambre                                                                        |
| 14 listopada 1992 | Gimnasia y Esgrima La Plata – Boca Juniors 0:1 Carlos Tapia mecz rozegrany został na stadionie klubu Independiente                                                |
| 15 listopada 1992 | Newell’s Old Boys – Racing Club de Avellaneda 1:1 Marcelo Escudero – Carlos Luis Torres                                                                           |
| 15 listopada 1992 | Ferro Carril Oeste – Deportivo Mandiyú 1:0 Mario Gabriel Pobersnik                                                                                                |
| 15 listopada 1992 | CA Huracán – Talleres Córdoba 2:1 Fernando Héctor Quiroz, Jorge Enrique Cruz-Cruz – Fabio Héctor Zárate                                                           |
| 15 listopada 1992 | CA Vélez Sarsfield – Club Atlético Lanús 4:1 Christian Bassedas, Mauricio Pellegrino, Patricio Alejandro Camps, Walter Reinaldo Pico – Fernando Clemente Di Carlo |
| 15 listopada 1992 | Belgrano Córdoba – San Lorenzo de Almagro 3:3 Luis Fabián Artime, Jorge Osmar Acuña, Luis Ernesto Sosa – Néstor Lorenzo (2), Néstor Gorosito                      |
| 15 listopada 1992 | San Martín Tucumán – Argentinos Juniors 3:0 Claudio Ariel Spontón (k), Óscar Eduardo Juárez, Jorge Orlando López                                                  |
| 15 listopada 1992 | Deportivo Español – Rosario Central 0:0 |
| 15 listopada 1992 | Independiente – Estudiantes La Plata 0:1 Alejandro Larrea |

### Apertura 15
| Data              | Mecz |
| ----------------- | --- |
| 20 listopada 1992 | San Lorenzo de Almagro – CA Vélez Sarsfield 0:1 Omar Asad mecz rozegrany został na stadionie klubu CA Huracán                                              |
| 22 listopada 1992 | Boca Juniors – Independiente 0:1 Daniel Óscar Garnero |
| 22 listopada 1992 | Estudiantes La Plata – Deportivo Español 1:0 Daniel Fernando Peinado                                                                                       |
| 22 listopada 1992 | Rosario Central – San Martín Tucumán 1:0 Federico Guillermo Lussenhoff                                                                                     |
| 22 listopada 1992 | Argentinos Juniors – Belgrano Córdoba 1:2 Lorenzo Sáez – Luis Fabián Artime, Roberto Monserrat mecz rozegrany został na stadionie klubu Ferro Carril Oeste |
| 22 listopada 1992 | Club Atlético Lanús – CA Huracán 2:0 Fernando Clemente Di Carlo, Miguel Ángel Gambier                                                                      |
| 22 listopada 1992 | Talleres Córdoba – Ferro Carril Oeste 1:1 Alejandro Martín Kenig – José Alfredo Forte                                                                      |
| 22 listopada 1992 | Deportivo Mandiyú – River Plate 0:1 Ramón Medina Bello mecz rozegrany został na stadionie klubu Huracán Corrientes                                         |
| 22 listopada 1992 | CA Platense – Newell’s Old Boys 0:1 Ariel Osvaldo Cozzoni                                                                                                  |
| 22 listopada 1992 | Racing Club de Avellaneda – Gimnasia y Esgrima La Plata 4:2 Rubén Paz, Alfredo Óscar Graciani (2), Claudio Omar García – Guillermo Barros Schelotto (2)    |

### Apertura 16
| Data              | Mecz |
| ----------------- | --- |
| 28 listopada 1992 | River Plate – Talleres Córdoba 1:1 Ramón Ángel Díaz – Alejandro Martín Kenig                                                               |
| 29 listopada 1992 | Racing Club de Avellaneda – Boca Juniors 1:1 Claudio Omar García – Sergio Daniel Martínez                                                  |
| 29 listopada 1992 | Gimnasia y Esgrima La Plata – CA Platense 2:2 Guillermo Barros Schelotto, Ariel Gustavo Pereyra – Leonardo Javier Colombo, Carlos A. Graff |
| 29 listopada 1992 | Newell’s Old Boys – Deportivo Mandiyú 1:4 Juan Manuel Llop – Arsenio Benítez Zarza (2), Julio César Franco López, Luis Alberto Ramos       |
| 29 listopada 1992 | Ferro Carril Oeste – Club Atlético Lanús 3:0 Mario Gabriel Pobersnik (2), Adrián Blas Taffarel                                             |
| 29 listopada 1992 | CA Huracán – San Lorenzo de Almagro 1:0 Jorge Enrique Cruz-Cruz (k)                                                                        |
| 29 listopada 1992 | CA Vélez Sarsfield – Argentinos Juniors 2:0 Patricio Alejandro Camps, Roberto Luis Trotta (k)                                              |
| 29 listopada 1992 | Belgrano Córdoba – Rosario Central 1:1 Jorge Osmar Acuña – Leonardo Carol Madelón                                                          |
| 29 listopada 1992 | San Martín Tucumán – Estudiantes La Plata 2:2 Raúl Alfredo Roldán, Pedro Pablo Robles – Alejandro Larrea, José Luis Calderón               |
| 29 listopada 1992 | Deportivo Español – Independiente 0:0 |

### Apertura 17
| Data           | Mecz |
| -------------- | --- |
| 4 grudnia 1992 | San Lorenzo de Almagro – Ferro Carril Oeste 1:0 Roberto Luis Oste mecz rozegrany został na stadionie klubu CA Huracán                                                                                      |
| 5 grudnia 1992 | Club Atlético Lanús – River Plate 3:2 Fernando Clemente Di Carlo (2), Miguel Ángel Gambier – Diego Cocca, Ramón Medina Bello mecz rozegrany został na stadionie klubu Independiente                        |
| 6 grudnia 1992 | Boca Juniors – Deportivo Español 2:3 Roberto Cabañas, Sergio Daniel Martínez – Rafael Alberto Luongo, Walter Adrián Parodi, Nelson Omar Agoglia                                                            |
| 6 grudnia 1992 | Independiente – San Martín Tucumán 2:1 Gabriel Omar Amato, Daniel Óscar Garnero – Mario Alberto Jiménez |
| 6 grudnia 1992 | Estudiantes La Plata – Belgrano Córdoba 0:0 |
| 6 grudnia 1992 | Rosario Central – CA Vélez Sarsfield 1:3 José Luis Rodríguez (k) – Roberto Luis Trotta, Walter Reinaldo Pico, Omar Asad                                                                                    |
| 6 grudnia 1992 | Argentinos Juniors – CA Huracán 2:3 Lorenzo Sáez, Roberto Arturo Mogrovejo – Javier Óscar López, Walter Luis Pelletti, Jorge Enrique Cruz-Cruz mecz rozegrany został na stadionie klubu Ferro Carril Oeste |
| 6 grudnia 1992 | Talleres Córdoba – Newell’s Old Boys 2:0 Claudio Alejandro Rivadero (2) |
| 6 grudnia 1992 | Deportivo Mandiyú – Gimnasia y Esgrima La Plata 1:1 Luis Alberto Ramos – José Hugo Montelongo mecz rozegrany został na stadionie klubu Huracán Corrientes                                                  |
| 6 grudnia 1992 | CA Platense – Racing Club de Avellaneda 0:0 |

### Apertura 18
| Data            | Mecz |
| --------------- | --- |
| 12 grudnia 1992 | CA Platense – Boca Juniors 1:3 Javier Adrián Baena – Sergio Daniel Martínez, Roberto Cabañas, Luis Adrián Medero mecz rozegrany został na stadionie klubu Independiente                                                       |
| 13 grudnia 1992 | Racing Club de Avellaneda – Deportivo Mandiyú 1:1 Carlos Luis Torres – Arsenio Benítez Zarza |
| 13 grudnia 1992 | Gimnasia y Esgrima La Plata – Talleres Córdoba 1:1 Guillermo Barros Schelotto – Claudio Alejandro Rivadero |
| 13 grudnia 1992 | Newell’s Old Boys – Club Atlético Lanús 2:3 Diego Cristián Castagno, Ariel Osvaldo Cozzoni – Héctor Adolfo Enrique, Rodolfo Ramón García, Fernando Clemente Di Carlo mecz przerwany w 52 minucie – dokończony 14 grudnia 1992 |
| 13 grudnia 1992 | River Plate – San Lorenzo de Almagro 5:2 Ramón Ángel Díaz, Ramón Medina Bello (2), Jorge Gabriel Vázquez, Ricardo Altamirano – Roberto Luis Oste, Alberto Acosta                                                              |
| 13 grudnia 1992 | Ferro Carril Oeste – Argentinos Juniors 0:0 |
| 13 grudnia 1992 | CA Huracán – Rosario Central 4:0 Hugo Morales, Mariano Dalla Líbera, Jorge Enrique Cruz-Cruz (2) |
| 13 grudnia 1992 | CA Vélez Sarsfield – Estudiantes La Plata 0:0 |
| 13 grudnia 1992 | Belgrano Córdoba – Independiente 2:0 Luis Ernesto Sosa, Luis Fabián Artime (k) |
| 13 grudnia 1992 | San Martín Tucumán – Deportivo Español 0:1 Walter Adrián Parodi |

### Apertura 19
| Data             | Mecz |
| ---------------- | --- |
| 18 grudnia 1992  | Independiente – CA Vélez Sarsfield 2:2 Antonio Mohamed, Néstor Craviotto – Walter Reinaldo Pico, Patricio Alejandro Camps |
| 18 grudnia 1992  | Talleres Córdoba – Racing Club de Avellaneda 2:0 Ramón Arsenio Benítez, Alejandro Martín Kenig |
| 18 grudnia 1992  | Deportivo Mandiyú – CA Platense 1:1 Juan Alberto Céspedes – Raúl Alfredo Cascini mecz rozegrany został na stadionie klubu Huracán Corrientes |
| 20 grudnia 1992  | Boca Juniors – San Martín Tucumán 1:1 (0:1) Widzowie: 36 644 Sędzia: Francisco Lamolina Bramki: 0:1 Ricardo Luis del Valle Solbes 19, 1:1 Claudio Edgar Benetti 47 Club Atlético Boca Juniors: Carlos Fernando Navarro Montoya – Diego Luis Soñora, Luis Adrián Medero, Alejandro Víctor Giuntini, Carlos Javier Mac Allister – Claudio Edgar Benetti, Blas Giunta, Carlos Tapia, Roberto Cabañas – Luis Alberto Carranza (Sergio Omar Saturno), Alberto José Márcico. Trener: Óscar Tabárez. Club Atlético San Martín: Francisco Eduardo Guillén – Mario Alberto Jiménez, Luis Alberto Moreno, Juan Carlos Barrionuevo, Pedro Pablo Robles – Gustavo Alberto Onaíndia, Héctor Alberto Chazarreta (Fabián Salomón), Óscar Román Acosta, Raúl Alfredo Roldán (Jorge Orlando López) – Óscar Eduardo Juárez, Ricardo Luis del Valle Solbes. Trener: Ángel Tulio Zof. |
| 20 grudnia 1992  | Deportivo Español – Belgrano Córdoba 2:1 Walter Adrián Parodi (2) – Roberto Monserrat |
| 20 grudnia 1992  | Estudiantes La Plata – CA Huracán 1:0 José Luis Calderón (k) |
| 20 grudnia 1992  | Rosario Central – Ferro Carril Oeste 1:1 Omar Arnaldo Palma (k) – José Alfredo Forte |
| 20 grudnia 1992  | Argentinos Juniors – River Plate 0:1 Ramón Ángel Díaz mecz rozegrany został na stadionie klubu Ferro Carril Oeste przerwany w 45 minucie – dokończony 29 kwietnia 1993 |
| 20 grudnia 1992  | San Lorenzo de Almagro – Newell’s Old Boys 4:0 Roberto Luis Oste (2), Alberto Acosta (2, 1k) mecz rozegrany został na stadionie klubu CA Huracán |
| 20 grudnia 1992  | Club Atlético Lanús – Gimnasia y Esgrima La Plata 0:1 Pablo Bengoechea |
| 29 kwietnia 1993 | Argentinos Juniors – River Plate 1:1 Nicolás Lauría Calvo – Ramón Ángel Díaz mecz rozegrany został na stadionie klubu Ferro Carril Oeste dokończenie przerwanego meczu z 20 grudnia 1992 |

### Tabela końcowa Apertura 1992/1993
| Poz | Klub                        | Mecze | Zw | Rem | Por | Pkt | BrZd | BrStr |
| --- | --------------------------- | ----- | -- | --- | --- | --- | ---- | ----- |
| 1   | Boca Juniors                | 19    | 10 | 7   | 2   | 27  | 24   | 11    |
| 2   | River Plate                 | 19    | 10 | 5   | 4   | 23* | 28   | 13    |
| 3   | San Lorenzo de Almagro      | 19    | 9  | 5   | 5   | 23  | 28   | 19    |
| 4   | Ferro Carril Oeste          | 19    | 6  | 10  | 3   | 22  | 16   | 9     |
| 5   | CA Huracán                  | 19    | 9  | 4   | 6   | 22  | 26   | 22    |
| 6   | CA Vélez Sarsfield          | 19    | 8  | 5   | 6   | 21  | 23   | 15    |
| 7   | Estudiantes La Plata        | 19    | 7  | 6   | 6   | 20  | 21   | 14    |
| 8   | Belgrano Córdoba            | 19    | 7  | 6   | 6   | 20  | 22   | 22    |
| 9   | Club Atlético Lanús         | 19    | 8  | 4   | 7   | 20  | 22   | 22    |
| 10  | Talleres Córdoba            | 19    | 6  | 8   | 5   | 20  | 18   | 20    |
| 11  | Deportivo Español           | 19    | 7  | 5   | 7   | 19  | 19   | 18    |
| 12  | San Martín Tucumán          | 19    | 6  | 8   | 5   | 18* | 18   | 14    |
| 13  | Deportivo Mandiyú           | 19    | 5  | 8   | 6   | 18  | 21   | 24    |
| 14  | Rosario Central             | 19    | 7  | 4   | 8   | 18  | 19   | 29    |
| 15  | Independiente               | 19    | 5  | 7   | 7   | 17  | 15   | 22    |
| 16  | Racing Club de Avellaneda   | 19    | 4  | 7   | 8   | 15  | 14   | 20    |
| 17  | Gimnasia y Esgrima La Plata | 19    | 4  | 7   | 8   | 15  | 19   | 27    |
| 18  | CA Platense                 | 19    | 3  | 8   | 8   | 14  | 16   | 21    |
| 19  | Argentinos Juniors          | 19    | 3  | 8   | 8   | 14  | 17   | 25    |
| 20  | Newell’s Old Boys           | 19    | 3  | 4   | 12  | 10  | 12   | 31    |

- River Plate i San Martín – 2 punkty odjęte

### Klasyfikacja strzelców bramek
| Gole | Piłkarz                    | Klub                   |
| ---- | -------------------------- | ---------------------- |
| 12   | Alberto Acosta             | San Lorenzo de Almagro |
| 11   | Jorge Enrique Cruz-Cruz    | CA Huracán             |
| 10   | Luis Fabián Artime         | Belgrano Córdoba       |
| 10   | Fernando Clemente Di Carlo | Club Atlético Lanús    |
| 9    | Ramón Medina Bello         | River Plate            |

## Torneo Clausura 1992/1993

### Clausura 1
| Data           | Mecz |
| -------------- | --- |
| 20 lutego 1993 | Independiente – CA Huracán 3:1 Sędzia: Francisco Lamolina Bramki: Hugo Pérez (2), Gustavo López – Javier Óscar López |
| 21 lutego 1993 | Boca Juniors – Deportivo Mandiyú 4:1 Sędzia: Juan Carlos Loustau Bramki: Carlos Tapia, Alberto Acosta (2), Sergio Daniel Martínez – José Luis Restelli Boca Juniors: Carlos Fernando Navarro Montoya – Diego Luis Soñora, Luis Adrián Medero, Alejandro Víctor Giuntini, Carlos Javier Mac Allister – Carlos Tapia (Gustavo Alfredo Neffa), Blas Giunta, Roberto Cabañas, Alberto José Márcico – Sergio Daniel Martínez (Sergio Omar Saturno), Alberto Acosta. Trener: Óscar Tabárez Deportivo Mandiyú: Fernando Álvez – Julio César Marinilli, Pedro Daniel Barrios Delgado, Luis Nery Caballero, Sergio Fernando Miguez – Héctor Eduardo Morán, José Luis Restelli, Julio César Franco López, Guido Virgilio Alvarenga – Luis Alberto Ramos (Rubén Darío Beninca), Carlos Alejandro Duré (Arsenio Benítez Zarza). Trener: Nelson Pedro Chabay |
| 21 lutego 1993 | Talleres Córdoba – CA Platense 0:1 Sędzia: Jorge Vigliano Bramka: Raúl Alfredo Cascini (k) |
| 21 lutego 1993 | Club Atlético Lanús – Racing Club de Avellaneda 1:0 Sędzia: Juan Bava Bramka: Néstor Osvaldo González |
| 21 lutego 1993 | San Lorenzo de Almagro – Gimnasia y Esgrima La Plata 1:1 mecz rozegrany został na stadionie klubu Huracán Sędzia: Luis Oliveto Bramki: Roberto Monserrat – Guillermo Sanguinetti San Lorenzo: Óscar Fernando Passet – Flavio Gabriel Zandoná, Alejandro Omar Simionato, Néstor Lorenzo, Mario Rolando Escudero – Roberto Monserrat, Fabián Gustavo Carrizo, Jorge Fabián Nardozza (Juan José Cardinal), Néstor Gorosito – Rubén Dario Rossi, Roberto Luis Oste. Trener: Héctor Veira Gimnasia La Plata: Hernán Cristante – Pablo Javier Morant – Guillermo Sanguinetti, Jorge Héctor San Esteban, Darío Ortiz, Sergio Daniel Dopazo – Pablo César Fernández, José María Bianco (Omar Andrés Mónaco), Carlos Morales Santos – Guillermo Barros Schelotto (Favio Damián Fernández), Hugo Romeo Guerra. Trener: Carlos Ramacciotti                 |
| 21 lutego 1993 | Argentinos Juniors – Newell’s Old Boys 0:0 mecz rozegrany został na stadionie klubu Ferro Carril Oeste Sędzia: Miguel Ángel Scime |
| 21 lutego 1993 | Rosario Central – River Plate 2:1 Sędzia: Aníbal Hay Bramki: Marcelo Delgado, José Luis Rodríguez – Ariel Ortega |
| 21 lutego 1993 | Estudiantes La Plata – Ferro Carril Oeste 0:0 Sędzia: Javier Castrilli |
| 21 lutego 1993 | Deportivo Español – CA Vélez Sarsfield 0:2 Sędzia: Atilio Sanabria Bramki: Omar Asad (2) |
| 21 lutego 1993 | San Martín Tucumán – Belgrano Córdoba 0:2 Sędzia: Guillermo Marconi Bramki: Adrián Czornomaz, Jorge Osmar Acuña |

### Clausura 2
| Data           | Mecz |
| -------------- | --- |
| 27 lutego 1993 | Ferro Carril Oeste – Independiente 1:3 José Alfredo Forte – Hugo Pérez, Néstor Craviotto, Antonio Mohamed |
| 28 lutego 1993 | Belgrano Córdoba – Boca Juniors 1:1 Luis Fabián Artime – Roberto Cabañas |
| 28 lutego 1993 | CA Vélez Sarsfield – San Martín Tucumán 2:0 Walter Reinaldo Pico, Omar Asad |
| 28 lutego 1993 | CA Huracán – Deportivo Español 1:1 Jorge Enrique Cruz-Cruz – Walter Adrián Parodi |
| 28 lutego 1993 | River Plate – Estudiantes La Plata 0:2 Marcelo Carracedo, José Luis Calderón |
| 28 lutego 1993 | Newell’s Old Boys – Rosario Central 1:1 Julio Zamora – Claudio Daniel Carnevali |
| 28 lutego 1993 | Gimnasia y Esgrima La Plata – Argentinos Juniors 0:1 Ariel Cuffaro Russo |
| 28 lutego 1993 | Racing Club de Avellaneda – San Lorenzo de Almagro 1:0 Darío Gabriel Cabrol |
| 28 lutego 1993 | CA Platense – Club Atlético Lanús 0:1 Germán Marcelo Cáceres |
| 28 lutego 1993 | Deportivo Mandiyú – Talleres Córdoba 2:2 José Luis Restelli, Pedro Daniel Barrios Delgado (k) – Claudio Alejandro Rivadero, Ariel Eduardo Boldrini mecz rozegrany został na stadionie klubu Huracán Corrientes |

### Clausura 3
| Data         | Mecz |
| ------------ | --- |
| 2 marca 1993 | Deportivo Español – Ferro Carril Oeste 1:0 José Antonio Barrella                                                                                               |
| 3 marca 1993 | Club Atlético Lanús – Deportivo Mandiyú 0:0 |
| 3 marca 1993 | Rosario Central – Gimnasia y Esgrima La Plata 1:1 Federico Guillermo Lussenhoff – Carlos Morales Santos                                                        |
| 3 marca 1993 | Estudiantes La Plata – Newell’s Old Boys 3:0 Marcelo Carracedo, José Alberto Percudani, Mauro Javier Amato                                                     |
| 3 marca 1993 | Independiente – River Plate 1:2 Ricardo Alberto Gareca – Ramón Medina Bello, Rubén Fernando Da Silva                                                           |
| 3 marca 1993 | San Martín Tucumán – CA Huracán 1:3 Carlos Gerardo Russo (k) – Jorge Enrique Cruz-Cruz, Walter Luis Pelletti, Hugo Morales                                     |
| 3 marca 1993 | Belgrano Córdoba – CA Vélez Sarsfield 0:0 |
| 4 marca 1993 | Boca Juniors – Talleres Córdoba 1:1 Sergio Daniel Martínez – Ariel Eduardo Boldrini                                                                            |
| 4 marca 1993 | San Lorenzo de Almagro – CA Platense 2:1 Gustavo Lionel Siviero, Roberto Monserrat – Pedro Damián Uliambre mecz rozegrany został na stadionie klubu CA Huracán |
| 4 marca 1993 | Argentinos Juniors – Racing Club de Avellaneda 0:2 Juan José Distéfano, Alfredo Óscar Graciani mecz rozegrany został na stadionie klubu Ferro Carril Oeste     |

### Clausura 4
| Data         | Mecz |
| ------------ | --- |
| 7 marca 1993 | CA Vélez Sarsfield – Boca Juniors 1:1 Roberto Luis Trotta (k) – Alberto Acosta mecz zweryfikowany później na 1:0 dla Vélez Sarsfield |
| 7 marca 1993 | CA Huracán – Belgrano Córdoba 0:0 |
| 7 marca 1993 | Ferro Carril Oeste – San Martín Tucumán 1:0 Mario Gabriel Pobersnik                                                                  |
| 7 marca 1993 | River Plate – Deportivo Español 2:1 Hernán Edgardo Díaz, Ramón Medina Bello – Walter Adrián Parodi                                   |
| 7 marca 1993 | Newell’s Old Boys – Independiente 0:0                                                                                                |
| 7 marca 1993 | Gimnasia y Esgrima La Plata – Estudiantes La Plata 0:0                                                                               |
| 7 marca 1993 | CA Platense – Argentinos Juniors 0:0                                                                                                 |
| 7 marca 1993 | Deportivo Mandiyú – San Lorenzo de Almagro 1:0 Luis Alberto Ramos mecz rozegrany został na stadionie klubu Huracán Corrientes        |
| 7 marca 1993 | Talleres Córdoba – Club Atlético Lanús 1:1 Ramón Arsenio Benítez – Miguel Ángel Gambier                                              |
| 8 marca 1993 | Racing Club de Avellaneda – Rosario Central 1:0 Alfredo Óscar Graciani                                                               |

### Clausura 5
| Data          | Mecz |
| ------------- | --- |
| 12 marca 1993 | Boca Juniors – Club Atlético Lanús 1:0 Sergio Daniel Martínez |
| 13 marca 1993 | San Martín Tucumán – River Plate 1:1 Jorge Orlando López – Ramón Medina Bello |
| 14 marca 1993 | San Lorenzo de Almagro – Talleres Córdoba 4:1 Claudio Darío Biaggio, Néstor Gorosito (k), Fabián Gustavo Carrizo, Rubén Dario Rossi – Alejandro Martín Kenig (k) mecz rozegrany został na stadionie klubu CA Huracán |
| 14 marca 1993 | Argentinos Juniors – Deportivo Mandiyú 1:1 Carlos Javier Netto – Luis Alberto Ramos mecz rozegrany został na stadionie klubu Ferro Carril Oeste                                                                      |
| 14 marca 1993 | Rosario Central – CA Platense 0:1 Marcelo Fabián Grioni |
| 14 marca 1993 | Estudiantes La Plata – Racing Club de Avellaneda 5:1 Edgardo Fabián Prátola, Adrián Gustavo Paz, Rubén Óscar Capria (2, 1k), Marcelo Carracedo – Darío Gabriel Cabrol                                                |
| 14 marca 1993 | Independiente – Gimnasia y Esgrima La Plata 2:2 Néstor Craviotto, Ricardo Alberto Gareca (k) – José Hugo Montelongo, Hugo Romeo Guerra                                                                               |
| 14 marca 1993 | Deportivo Español – Newell’s Old Boys 2:0 Norberto Darío Decoud, Walter Adrián Parodi |
| 14 marca 1993 | Belgrano Córdoba – Ferro Carril Oeste 1:2 Alejandro Alfredo Montenegro – Mario Gabriel Pobersnik (2) |
| 14 marca 1993 | CA Vélez Sarsfield – CA Huracán 3:0 José Óscar Flores (2), Sergio Fabián Zárate |

### Clausura 6
| Data          | Mecz |
| ------------- | --- |
| 20 marca 1993 | River Plate – Belgrano Córdoba 5:0 Fernando Cáceres, Rubén Fernando Da Silva (3), Ramón Medina Bello                                                      |
| 21 marca 1993 | CA Huracán – Boca Juniors 1:1 Roberto Héctor Leiga – Alberto Acosta                                                                                       |
| 21 marca 1993 | Ferro Carril Oeste – CA Vélez Sarsfield 0:0 |
| 21 marca 1993 | Newell’s Old Boys – San Martín Tucumán 0:2 Jorge Orlando López, Héctor Alberto Chazarreta                                                                 |
| 21 marca 1993 | Gimnasia y Esgrima La Plata – Deportivo Español 2:0 Hugo Romeo Guerra, Guillermo Barros Schelotto                                                         |
| 21 marca 1993 | Racing Club de Avellaneda – Independiente 1:1 Carlos Luis Torres – Gustavo López                                                                          |
| 21 marca 1993 | CA Platense – Estudiantes La Plata 1:1 Pedro Damián Uliambre – Marcelo Carracedo                                                                          |
| 21 marca 1993 | Deportivo Mandiyú – Rosario Central 1:1 Pedro Daniel Barrios Delgado – Alberto Osvaldo Boggio mecz rozegrany został na stadionie klubu Huracán Corrientes |
| 21 marca 1993 | Talleres Córdoba – Argentinos Juniors 1:1 Norberto Ortega Sánchez – Fernando Ariel Batista                                                                |
| 21 marca 1993 | Club Atlético Lanús – San Lorenzo de Almagro 1:1 Rodolfo Ramón García – Néstor Gorosito (k)                                                               |

### Clausura 7
| Data          | Mecz |
| ------------- | --- |
| 27 marca 1993 | Deportivo Español – Racing Club de Avellaneda 1:0 Rafael Alberto Luongo mecz rozegrany został na stadionie klubu CA Huracán                                                              |
| 28 marca 1993 | Boca Juniors – San Lorenzo de Almagro 3:4 Sergio Daniel Martínez, Carlos Javier Mac Allister, Alberto Acosta – Roberto Monserrat, Claudio Darío Biaggio, Néstor Lorenzo, Néstor Gorosito |
| 28 marca 1993 | Argentinos Juniors – Club Atlético Lanús 1:1 Fernando Ariel Batista – Miguel Ángel Gambier mecz rozegrany został na stadionie klubu Ferro Carril Oeste                                   |
| 28 marca 1993 | Rosario Central – Talleres Córdoba 2:0 Leonardo Carol Madelón (2) |
| 28 marca 1993 | Estudiantes La Plata – Deportivo Mandiyú 0:1 Luis Alberto Ramos |
| 28 marca 1993 | Independiente – CA Platense 0:0 |
| 28 marca 1993 | San Martín Tucumán – Gimnasia y Esgrima La Plata 0:1 Hugo Romeo Guerra |
| 28 marca 1993 | Belgrano Córdoba – Newell’s Old Boys 1:0 Marcelo Alejandro Flores "El Culo" |
| 28 marca 1993 | CA Vélez Sarsfield – River Plate 1:2 Omar Asad – Carlos Bustos, Rubén Fernando Da Silva                                                                                                  |
| 28 marca 1993 | CA Huracán – Ferro Carril Oeste 3:0 Sergio Luis Arias, Walter Fabián de Felippe, Rubén Osvaldo Palavecino                                                                                |

### Clausura 8
| Data            | Mecz |
| --------------- | --- |
| 3 kwietnia 1993 | Ferro Carril Oeste – Boca Juniors 1:2 Mario Gabriel Pobersnik – Sergio Daniel Martínez (2, 1k)                                                                               |
| 4 kwietnia 1993 | River Plate – CA Huracán 4:2 Rubén Fernando Da Silva, Fernando Cáceres, Jorge Gabriel Vázquez, Ariel Ortega – Walter Fabián de Felippe, Hugo Morales                         |
| 4 kwietnia 1993 | Newell’s Old Boys – CA Vélez Sarsfield 0:1 Walter Reinaldo Pico |
| 4 kwietnia 1993 | Gimnasia y Esgrima La Plata – Belgrano Córdoba 1:1 José Hugo Montelongo – Luis Ernesto Sosa                                                                                  |
| 4 kwietnia 1993 | Racing Club de Avellaneda – San Martín Tucumán 2:0 Carlos Luis Torres (2) |
| 4 kwietnia 1993 | CA Platense – Deportivo Español 1:3 Daniel Óscar Cravero – Sergio Zanetti, José Batista, Walter Adrián Parodi                                                                |
| 4 kwietnia 1993 | Deportivo Mandiyú – Independiente 1:1 Julio César Franco López – Gustavo López mecz rozegrany został na stadionie klubu Huracán Corrientes                                   |
| 4 kwietnia 1993 | Talleres Córdoba – Estudiantes La Plata 4:2 Claudio Alejandro Rivadero, Alejandro Martín Kenig (2, 1k), Norberto Ortega Sánchez – Mauro Javier Amato, Rubén Óscar Capria (k) |
| 4 kwietnia 1993 | Club Atlético Lanús – Rosario Central 0:0 |
| 4 kwietnia 1993 | San Lorenzo de Almagro – Argentinos Juniors 0:0 mecz rozegrany został na stadionie klubu CA Huracán                                                                          |

### Clausura 9
| Data             | Mecz |
| ---------------- | --- |
| 7 kwietnia 1993  | Estudiantes La Plata – Club Atlético Lanús 1:0 José Luis Calderón                                                                         |
| 7 kwietnia 1993  | Independiente – Talleres Córdoba 1:1 Martín Raúl Vilallonga – Norberto Ortega Sánchez                                                     |
| 7 kwietnia 1993  | San Martín Tucumán – CA Platense 3:1 José Ernesto Campos, Ricardo Luis del Valle Solbes, Marcelino René Galoppo s – Pedro Damián Uliambre |
| 7 kwietnia 1993  | Belgrano Córdoba – Racing Club de Avellaneda 0:4 Claudio Omar García, Carlos Luis Torres (2), Alfredo Óscar Graciani                      |
| 8 kwietnia 1993  | Boca Juniors – Argentinos Juniors 0:1 Carlos Patricio Mac Allister                                                                        |
| 8 kwietnia 1993  | Rosario Central – San Lorenzo de Almagro 0:3 Claudio Darío Biaggio (2), Rubén Darío Rossi                                                 |
| 8 kwietnia 1993  | Deportivo Español – Deportivo Mandiyú 1:0 Norberto Darío Decoud                                                                           |
| 8 kwietnia 1993  | CA Vélez Sarsfield – Gimnasia y Esgrima La Plata 1:0 Esteban Fernando González                                                            |
| 8 kwietnia 1993  | Ferro Carril Oeste – River Plate 0:3 Rubén Fernando Da Silva, Ramón Medina Bello (k), Ariel Ortega                                        |
| 22 kwietnia 1993 | CA Huracán – Newell’s Old Boys 2:1 Jorge Enrique Cruz-Cruz (2, 1k) – Diego Cristián Castagno                                              |

### Clausura 10
| Data             | Mecz |
| ---------------- | --- |
| 11 kwietnia 1993 | River Plate – Boca Juniors 0:2 Sergio Daniel Martínez, Alberto Acosta |
| 11 kwietnia 1993 | Newell’s Old Boys – Ferro Carril Oeste 0:0 |
| 11 kwietnia 1993 | Gimnasia y Esgrima La Plata – CA Huracán 1:1 José Hugo Montelongo – Jorge Enrique Cruz-Cruz |
| 11 kwietnia 1993 | Racing Club de Avellaneda – CA Vélez Sarsfield 0:3 Walter Reinaldo Pico, Esteban Fernando González, Raúl Cardozo                                                                                |
| 11 kwietnia 1993 | CA Platense – Belgrano Córdoba 0:0 |
| 11 kwietnia 1993 | Deportivo Mandiyú – San Martín Tucumán 1:1 Luis Alberto Ramos – José Ernesto Campos mecz rozegrany został na stadionie klubu Huracán Corrientes                                                 |
| 11 kwietnia 1993 | Talleres Córdoba – Deportivo Español 1:0 Alejandro Martín Kenig |
| 11 kwietnia 1993 | Club Atlético Lanús – Independiente 0:0 |
| 11 kwietnia 1993 | Argentinos Juniors – Rosario Central 0:0 mecz rozegrany został na stadionie klubu Ferro Carril Oeste                                                                                            |
| 12 kwietnia 1993 | San Lorenzo de Almagro – Estudiantes La Plata 2:2 Claudio Darío Biaggio, Roberto Monserrat – José Luis Calderón (k), Rubén Óscar Capria (k) mecz rozegrany został na stadionie klubu CA Huracán |

### Clausura 11
| Data             | Mecz |
| ---------------- | --- |
| 16 kwietnia 1993 | CA Huracán – Racing Club de Avellaneda 0:1 Guillermo Pablo Guendulain                                                             |
| 18 kwietnia 1993 | Rosario Central – Boca Juniors 2:1 Gustavo Fabio Medina, Luis Adrián Medero s – Sergio Daniel Martínez                            |
| 18 kwietnia 1993 | Estudiantes La Plata – Argentinos Juniors 1:1 Rubén Óscar Capria (k) – Carlos Javier Netto (k)                                    |
| 18 kwietnia 1993 | Independiente – San Lorenzo de Almagro 2:1 Hugo Pérez (k), Gustavo López – Roberto Óscar García (k)                               |
| 18 kwietnia 1993 | Deportivo Español – Club Atlético Lanús 2:1 José Luis Pochettino, Norberto Darío Decoud – Fernando Clemente Di Carlo              |
| 18 kwietnia 1993 | San Martín Tucumán – Talleres Córdoba 1:0 Héctor Alberto Chazarreta                                                               |
| 18 kwietnia 1993 | Belgrano Córdoba – Deportivo Mandiyú 2:2 Marcelo Arnaldo Santoni, Luis Ernesto Sosa – Mario Roberto Obregón, Héctor Eduardo Morán |
| 18 kwietnia 1993 | CA Vélez Sarsfield – CA Platense 2:1 Esteban Fernando González (2) – Pedro Damián Uliambre                                        |
| 18 kwietnia 1993 | Ferro Carril Oeste – Gimnasia y Esgrima La Plata 1:0 José Alfredo Forte                                                           |
| 18 kwietnia 1993 | River Plate – Newell’s Old Boys 2:0 Rubén Fernando Da Silva (2)                                                                   |

### Clausura 12
| Data             | Mecz |
| ---------------- | --- |
| 23 kwietnia 1993 | Gimnasia y Esgrima La Plata – River Plate 0:2 Ariel Ortega, Ramón Medina Bello mecz rozegrany został na stadionie klubu Independiente         |
| 25 kwietnia 1993 | Boca Juniors – Newell’s Old Boys 0:0 |
| 25 kwietnia 1993 | Racing Club de Avellaneda – Ferro Carril Oeste 1:0 Carlos Luis Torres                                                                         |
| 25 kwietnia 1993 | CA Platense – CA Huracán 1:1 Osvaldo Salvador Escudero – Walter Luis Pelletti                                                                 |
| 25 kwietnia 1993 | Deportivo Mandiyú – CA Vélez Sarsfield 0:0 mecz rozegrany został na stadionie klubu Huracán Corrientes                                        |
| 25 kwietnia 1993 | Talleres Córdoba – Belgrano Córdoba 0:0 |
| 25 kwietnia 1993 | Club Atlético Lanús – San Martín Tucumán 2:0 Gabriel Schürrer, Germán Marcelo Cáceres                                                         |
| 25 kwietnia 1993 | San Lorenzo de Almagro – Deportivo Español 0:2 José Batista, Walter Adrián Parodi mecz rozegrany został na stadionie klubu CA Huracán         |
| 25 kwietnia 1993 | Argentinos Juniors – Independiente 1:1 Carlos Javier Netto – Daniel Óscar Garnero mecz rozegrany został na stadionie klubu Ferro Carril Oeste |
| 25 kwietnia 1993 | Rosario Central – Estudiantes La Plata 2:1 José Luis Rodríguez (2) – Claudio Martín París                                                     |

### Clausura 13
| Data             | Mecz |
| ---------------- | --- |
| 30 kwietnia 1993 | Estudiantes La Plata – Boca Juniors 0:0 mecz rozegrany został na stadionie klubu Independiente                      |
| 2 maja 1993      | Deportivo Español – Argentinos Juniors 1:1 José Antonio Barrella – Leonel Fernando Gancedo                          |
| 2 maja 1993      | San Martín Tucumán – San Lorenzo de Almagro 1:1 Óscar Fabián Salomón – Roberto Monserrat                            |
| 2 maja 1993      | Belgrano Córdoba – Club Atlético Lanús 3:0 Javier Alejandro Arbarello, Luis Fabián Artime (k), Néstor A. Fabbri     |
| 2 maja 1993      | CA Vélez Sarsfield – Talleres Córdoba 4:0 Roberto Luis Trotta (2, 1k), Esteban Fernando González, José Óscar Flores |
| 2 maja 1993      | CA Huracán – Deportivo Mandiyú 2:1 Ramón Sebastián Brítez, Enrique Ángel Saravia s – Mario Roberto Obregón          |
| 2 maja 1993      | Ferro Carril Oeste – CA Platense 4:0 Humberto Fabián Biazotti (2), José Alfredo Forte, Mario Gabriel Pobersnik      |
| 2 maja 1993      | River Plate – Racing Club de Avellaneda 1:1 Hernán Edgardo Díaz – Leonardo Astrada s                                |
| 2 maja 1993      | Newell’s Old Boys – Gimnasia y Esgrima La Plata 0:1 Guillermo Barros Schelotto                                      |
| 3 maja 1993      | Independiente – Rosario Central 1:1 Martín Raúl Vilallonga – Marcelo Delgado                                        |

### Clausura 14
| Data        | Mecz |
| ----------- | --- |
| 7 maja 1993 | CA Platense – River Plate 2:1 Pedro Damián Uliambre, Raúl Alfredo Cascini (k) – Rubén Fernando Da Silva mecz rozegrany został na stadionie klubu Ferro Carril Oeste |
| 8 maja 1993 | Club Atlético Lanús – CA Vélez Sarsfield 1:1 Gabriel Schürrer (k) – Roberto Luis Trotta mecz rozegrany został na stadionie klubu Independiente                      |
| 9 maja 1993 | Boca Juniors – Gimnasia y Esgrima La Plata 1:1 Alberto Acosta – Hugo Romeo Guerra                                                                                   |
| 9 maja 1993 | Racing Club de Avellaneda – Newell’s Old Boys 1:1 Darío Gabriel Cabrol – Julio César Saldaña                                                                        |
| 9 maja 1993 | Deportivo Mandiyú – Ferro Carril Oeste 1:0 Roberto Orlando Lugo mecz rozegrany został na stadionie klubu Huracán Corrientes                                         |
| 9 maja 1993 | Talleres Córdoba – CA Huracán 0:0 |
| 9 maja 1993 | San Lorenzo de Almagro – Belgrano Córdoba 1:0 Flavio Gabriel Zandoná mecz rozegrany został na stadionie klubu CA Huracán                                            |
| 9 maja 1993 | Argentinos Juniors – San Martín Tucumán 0:0 mecz rozegrany został na stadionie klubu Ferro Carril Oeste                                                             |
| 9 maja 1993 | Rosario Central – Deportivo Español 0:0 |
| 9 maja 1993 | Estudiantes La Plata – Independiente 0:1 Néstor Craviotto |

### Clausura 15
| Data         | Mecz |
| ------------ | --- |
| 14 maja 1993 | CA Vélez Sarsfield – San Lorenzo de Almagro 0:0 |
| 16 maja 1993 | Independiente – Boca Juniors 1:1 Hermes Desio – Sergio Daniel Martínez                                                                                          |
| 16 maja 1993 | Deportivo Español – Estudiantes La Plata 4:0 Raúl Alejandro Peralta (2), Norberto Darío Decoud, José Batista                                                    |
| 16 maja 1993 | San Martín Tucumán – Rosario Central 4:3 Ricardo Luis del Valle Solbes, Óscar Román Acosta, Jorge Orlando López (2, 1k) – José Luis Rodríguez (3, 1k)           |
| 16 maja 1993 | Belgrano Córdoba – Argentinos Juniors 1:1 Luis Fabián Artime (k) – Carlos Javier Netto (k)                                                                      |
| 16 maja 1993 | CA Huracán – Club Atlético Lanús 1:0 Ramón Sebastián Brítez |
| 16 maja 1993 | Ferro Carril Oeste – Talleres Córdoba 3:1 Oscar Garré, Sergio Francisco Ottero, Humberto Fabián Biazotti – Catalino Rivarola                                    |
| 16 maja 1993 | River Plate – Deportivo Mandiyú 4:2 Pedro Daniel Barrios Delgado s, Rubén Fernando Da Silva (2), Ricardo Altamirano – Luis Alberto Ramos, Arsenio Benítez Zarza |
| 16 maja 1993 | Newell’s Old Boys – CA Platense 4:1 Julio Zamora, Ariel Osvaldo Cozzoni (3) – Leonardo Javier Colombo                                                           |
| 16 maja 1993 | Gimnasia y Esgrima La Plata – Racing Club de Avellaneda 1:0 Sergio Daniel Dopazo (k)                                                                            |

### Clausura 16
| Data         | Mecz |
| ------------ | --- |
| 23 maja 1993 | Boca Juniors – Racing Club de Avellaneda 1:0 Sergio Daniel Martínez (k) |
| 23 maja 1993 | CA Platense – Gimnasia y Esgrima La Plata 0:0 |
| 23 maja 1993 | Deportivo Mandiyú – Newell’s Old Boys 0:2 Alfredo Mendoza, Julio Zamora mecz rozegrany został na stadionie klubu Huracán Corrientes                                                |
| 23 maja 1993 | Talleres Córdoba – River Plate 2:2 Alejandro Martín Kenig (2) – Ramón Medina Bello, Rubén Fernando Da Silva (k) mecz przerwany w 72 minucie i zweryfikowany na 0:2 dla River Plate |
| 23 maja 1993 | Club Atlético Lanús – Ferro Carril Oeste 0:0 |
| 23 maja 1993 | San Lorenzo de Almagro – CA Huracán 1:0 Sergio José Céliz mecz rozegrany został na stadionie klubu CA Vélez Sarsfield                                                              |
| 23 maja 1993 | Argentinos Juniors – CA Vélez Sarsfield 0:1 Omar Asad mecz rozegrany został na stadionie klubu Ferro Carril Oeste                                                                  |
| 23 maja 1993 | Rosario Central – Belgrano Córdoba 5:0 Marcelo Delgado (3), José Luis Rodríguez (2)                                                                                                |
| 23 maja 1993 | Estudiantes La Plata – San Martín Tucumán 3:0 Martín Palermo, Rubén Óscar Capria (2, 2k)                                                                                           |
| 23 maja 1993 | Independiente – Deportivo Español 3:1 Hugo Pérez (2), Gabriel Omar Amato – José Antonio Barrella                                                                                   |

### Clausura 17
| Data           | Mecz |
| -------------- | --- |
| 28 maja 1993   | Deportivo Español – Boca Juniors 1:1 José Batista – Sergio Daniel Martínez według RSSSF mecz rozegrany został na stadionie klubu CA Huracán |
| 5 czerwca 1993 | San Martín Tucumán – Independiente 0:2 Ricardo Alberto Gareca, Martín Raúl Vilallonga                                                       |
| 5 czerwca 1993 | Belgrano Córdoba – Estudiantes La Plata 0:0                                                                                                 |
| 5 czerwca 1993 | CA Vélez Sarsfield – Rosario Central 0:2 Omar Arnaldo Palma (k), Gustavo Fabio Medina                                                       |
| 5 czerwca 1993 | CA Huracán – Argentinos Juniors 2:1 Diego Martín Germano s, Hugo Rolando Corbalán – Leonardo Andrés Fernández                               |
| 5 czerwca 1993 | Ferro Carril Oeste – San Lorenzo de Almagro 1:4 Oscar Garré – Roberto Monserrat (3), Néstor Gorosito                                        |
| 5 czerwca 1993 | River Plate – Club Atlético Lanús 1:1 Ariel Ortega – Germán Marcelo Cáceres                                                                 |
| 5 czerwca 1993 | Newell’s Old Boys – Talleres Córdoba 0:1 Norberto Ortega Sánchez mecz zweryfikowany później na 1:0 dla Newell's Old Boys                    |
| 5 czerwca 1993 | Gimnasia y Esgrima La Plata – Deportivo Mandiyú 0:2 Pedro Daniel Barrios Delgado, Luis Alberto Ramos                                        |
| 5 czerwca 1993 | Racing Club de Avellaneda – CA Platense 2:1 Carlos Luis Torres, Darío Gabriel Cabrol – Pedro Damián Uliambre                                |

### Clausura 18
| Data            | Mecz |
| --------------- | --- |
| 8 czerwca 1993  | Boca Juniors – CA Platense 1:1 Sergio Daniel Martínez – Daniel Óscar Cravero |
| 8 czerwca 1993  | Deportivo Mandiyú – Racing Club de Avellaneda 1:0 Mario Roberto Obregón mecz rozegrany został na stadionie klubu Huracán Corrientes |
| 8 czerwca 1993  | Talleres Córdoba – Gimnasia y Esgrima La Plata 1:0 Ariel Eduardo Boldrini później mecz zweryfikowany na 0:1 dla Gimnasia y Esgrima |
| 8 czerwca 1993  | Club Atlético Lanús – Newell’s Old Boys 1:1 Fernando Clemente Di Carlo – Gerardo Martino |
| 8 czerwca 1993  | San Lorenzo de Almagro – River Plate 1:0 Rubén Alejandro Bernuncio mecz rozegrany został na stadionie klubu CA Huracán |
| 8 czerwca 1993  | Argentinos Juniors – Ferro Carril Oeste 0:0 mecz rozegrany został na stadionie klubu Ferro Carril Oeste |
| 8 czerwca 1993  | Estudiantes La Plata – CA Vélez Sarsfield 1:1 (0:0) Widzowie: 8000 Sędzia: Juan Carlos Crespi Bramki: 0:1 José Luis Chilavert 75k, 1:1 Claudio Martín París 85 Club Estudiantes de La Plata: Arturo Marcelo Yorno – Ricardo Jorge Iribarren, Edgardo Fabián Prátola (José Alberto Percudani), Juan Marcelo Fontana, Pablo Erbín – Juan Carlos Ramírez, Claudio Martín París, Daniel Guadalupe Pighín, Rubén Óscar Capria – Alejandro Larrea (Martín Esteban Mazzuco), Martín Palermo. Trener: Luis Garisto. Club Atlético Vélez Sarsfield: José Luis Chilavert – Héctor Almandoz, Mauricio Pellegrino, Víctor Hugo Sotomayor, Raúl Cardozo (Luis Alberto Ramos) – José Basualdo, Marcelo Adrián Gómez, Christian Bassedas, Walter Reinaldo Pico (Carlos Horacio Compagnucci) – José Óscar Flores, Esteban Fernando González. Trener: Carlos Bianchi. |
| 8 czerwca 1993  | Independiente – Belgrano Córdoba 0:0 |
| 8 czerwca 1993  | Deportivo Español – San Martín Tucumán 3:2 Walter Adrián Parodi (2), José Luis Pochettino – Óscar Román Acosta (2) |
| 1 sierpnia 1993 | Rosario Central – CA Huracán 2:2 Gustavo Fabio Medina, Fernando Ariel Forletta – Víctor Hugo Delgado, Jorge Enrique Cruz-Cruz |

### Clausura 19
| Data            | Mecz |
| --------------- | --- |
| 11 czerwca 1993 | River Plate – Argentinos Juniors 0:2 Carlos Javier Netto (2)                                                     |
| 12 czerwca 1993 | San Martín Tucumán – Boca Juniors 1:2 José Alfredo Zelaya – Carlos Javier Mac Allister, Luis Alberto Carranza    |
| 12 czerwca 1993 | Belgrano Córdoba – Deportivo Español 1:0 Juan Gustavo Spallina                                                   |
| 12 czerwca 1993 | CA Vélez Sarsfield – Independiente 0:0                                                                           |
| 12 czerwca 1993 | CA Huracán – Estudiantes La Plata 2:1 Sergio Luis Arias, Mariano Dalla Líbera – Pablo Carlos Erbín               |
| 12 czerwca 1993 | Ferro Carril Oeste – Rosario Central 1:1 Humberto Fabián Biazotti – Marcelo Delgado                              |
| 12 czerwca 1993 | Newell’s Old Boys – San Lorenzo de Almagro 2:1 Ariel Osvaldo Cozzoni, Alberto Jesús Gallucci – Sergio José Céliz |
| 12 czerwca 1993 | Gimnasia y Esgrima La Plata – Club Atlético Lanús 1:1 Fernando Alberto Galletti – Fernando Clemente Di Carlo     |
| 12 czerwca 1993 | Racing Club de Avellaneda – Talleres Córdoba 4:0 Carlos Luis Torres (2), Claudio López, Juan Ramón Fleita        |
| 12 czerwca 1993 | CA Platense – Deportivo Mandiyú 1:1 Javier Adrián Baena – Julio César Franco López                               |

### Tabela końcowa Clausura 1992/1993
| Poz | Klub                        | Mecze | Zw | Rem | Por | Pkt | BrZd | BrStr |
| --- | --------------------------- | ----- | -- | --- | --- | --- | ---- | ----- |
| 1   | CA Vélez Sarsfield          | 19    | 10 | 7   | 2   | 27  | 23   | 7     |
| 2   | Independiente               | 19    | 6  | 12  | 1   | 24  | 23   | 14    |
| 3   | River Plate                 | 19    | 10 | 3   | 6   | 23  | 33   | 21    |
| 4   | San Lorenzo de Almagro      | 19    | 8  | 6   | 5   | 22  | 27   | 19    |
| 5   | Deportivo Español           | 19    | 9  | 4   | 6   | 22  | 24   | 18    |
| 6   | Rosario Central             | 19    | 6  | 9   | 4   | 21  | 25   | 19    |
| 7   | Boca Juniors                | 19    | 6  | 9   | 4   | 21  | 23   | 18    |
| 8   | Racing Club de Avellaneda   | 19    | 9  | 3   | 7   | 21  | 22   | 17    |
| 9   | CA Huracán                  | 19    | 7  | 7   | 5   | 21  | 24   | 23    |
| 10  | Argentinos Juniors          | 19    | 3  | 13  | 3   | 19  | 12   | 12    |
| 11  | Gimnasia y Esgrima La Plata | 19    | 5  | 9   | 5   | 19  | 14   | 15    |
| 12  | Deportivo Mandiyú           | 19    | 5  | 9   | 5   | 19  | 19   | 22    |
| 13  | Estudiantes La Plata        | 19    | 5  | 8   | 6   | 18  | 23   | 20    |
| 14  | Belgrano Córdoba            | 19    | 4  | 10  | 5   | 18  | 13   | 22    |
| 15  | Club Atlético Lanús         | 19    | 3  | 11  | 5   | 17  | 12   | 15    |
| 16  | Ferro Carril Oeste          | 19    | 5  | 6   | 8   | 16  | 15   | 21    |
| 17  | Newell’s Old Boys           | 19    | 4  | 7   | 8   | 15  | 13   | 19    |
| 18  | CA Platense                 | 19    | 3  | 8   | 8   | 14  | 14   | 26    |
| 19  | San Martín Tucumán          | 19    | 4  | 4   | 11  | 12  | 17   | 30    |
| 20  | Talleres Córdoba            | 19    | 2  | 7   | 10  | 11  | 13   | 31    |

### Klasyfikacja strzelców bramek
| Gole | Piłkarz                 | Klub                      |
| ---- | ----------------------- | ------------------------- |
| 13   | Rubén Fernando Da Silva | River Plate               |
| 12   | Sergio Daniel Martínez  | Boca Juniors              |
| 9    | José Luis Rodríguez     | Rosario Central           |
| 9    | Carlos Luis Torres      | Racing Club de Avellaneda |
| 8    | Roberto Monserrat       | San Lorenzo de Almagro    |

### Tablica spadkowa na koniec turnieju Clausura 1992/1993
| Poz | Klub                        | 1990/91 pkt/m | 1991/92 pkt/m | 1992/93 pkt/m | Razem pkt/mecze | Średnia |
| --- | --------------------------- | ------------- | ------------- | ------------- | --------------- | ------- |
| 1   | Boca Juniors                | 51/38         | 50/38         | 48/38         | 149/114         | 1.307   |
| 2   | River Plate                 | 45/38         | 55/38         | 46/38         | 146/114         | 1.281   |
| 3   | CA Vélez Sarsfield          | 45/38         | 48/38         | 48/38         | 141/114         | 1.237   |
| 4   | San Lorenzo de Almagro      | 45/38         | 34/38         | 45/38         | 124/114         | 1.088   |
| 5   | Independiente               | 40/38         | 36/38         | 41/38         | 117/114         | 1.026   |
| 6   | Newell’s Old Boys           | 48/38         | 44/38         | 25/38         | 117/114         | 1.026   |
| 7   | CA Huracán                  | 40/38         | 38/38         | 43/38         | 121/114         | 1.061   |
| 8   | Racing Club de Avellaneda   | 40/38         | 39/38         | 36/38         | 115/114         | 1.009   |
| 9   | Deportivo Español           | 28/38         | 45/38         | 41/38         | 114/114         | 1.000   |
| 10  | Ferro Carril Oeste          | 38/38         | 37/38         | 38/38         | 113/114         | 0.991   |
| 11  | Rosario Central             | 39/38         | 34/38         | 39/38         | 112/114         | 0.982   |
| 12  | Club Atlético Lanús         | 0/0           | 0/0           | 37/38         | 37/38           | 0.974   |
| 13  | Belgrano Córdoba            | 0/0           | 35/38         | 38/38         | 73/76           | 0.961   |
| 14  | Deportivo Mandiyú           | 38/38         | 33/38         | 37/38         | 108/114         | 0.947   |
| 15  | Gimnasia y Esgrima La Plata | 33/38         | 41/38         | 34/38         | 108/114         | 0.947   |
| 16  | Estudiantes La Plata        | 39/38         | 29/38         | 38/38         | 106/114         | 0.930   |
| 17  | CA Platense                 | 35/38         | 42/38         | 28/38         | 105/114         | 0.921   |
| 18  | Argentinos Juniors          | 36/38         | 35/38         | 33/38         | 104/114         | 0.912   |
| 19  | Talleres Córdoba            | 29/38         | 37/38         | 31/38         | 97/114          | 0.851   |
| 20  | San Martín Tucumán          | 0/0           | 0/0           | 30/38         | 30/38           | 0.789   |

## Sumaryczna tabela sezonu 1992/1993
| Poz | Klub                        | Mecze | Zw | Rem | Por | Pkt | BrZd | BrStr |
| --- | --------------------------- | ----- | -- | --- | --- | --- | ---- | ----- |
| 1   | CA Vélez Sarsfield          | 38    | 18 | 12  | 8   | 48  | 46   | 22    |
| 2   | Boca Juniors                | 38    | 16 | 16  | 6   | 48  | 47   | 29    |
| 3   | River Plate                 | 38    | 20 | 8   | 10  | 46* | 61   | 34    |
| 4   | San Lorenzo de Almagro      | 38    | 17 | 11  | 10  | 45  | 55   | 38    |
| 5   | CA Huracán                  | 38    | 16 | 11  | 11  | 43  | 50   | 45    |
| 6   | Deportivo Español           | 38    | 16 | 9   | 13  | 41  | 43   | 36    |
| 7   | Independiente               | 38    | 11 | 19  | 8   | 41  | 38   | 36    |
| 8   | Rosario Central             | 38    | 13 | 13  | 12  | 39  | 44   | 48    |
| 9   | Estudiantes La Plata        | 38    | 12 | 14  | 12  | 38  | 44   | 34    |
| 10  | Ferro Carril Oeste          | 38    | 11 | 16  | 11  | 38  | 31   | 30    |
| 11  | Belgrano Córdoba            | 38    | 11 | 16  | 11  | 38  | 35   | 44    |
| 12  | Club Atlético Lanús         | 38    | 11 | 15  | 12  | 37  | 34   | 37    |
| 13  | Deportivo Mandiyú           | 38    | 10 | 17  | 11  | 37  | 40   | 46    |
| 14  | Racing Club de Avellaneda   | 38    | 13 | 10  | 15  | 36  | 36   | 37    |
| 15  | Gimnasia y Esgrima La Plata | 38    | 9  | 16  | 13  | 34  | 33   | 42    |
| 16  | Argentinos Juniors          | 38    | 6  | 21  | 11  | 33  | 29   | 37    |
| 17  | Talleres Córdoba            | 38    | 8  | 15  | 15  | 31  | 31   | 51    |
| 18  | San Martín Tucumán          | 38    | 10 | 12  | 16  | 30* | 35   | 44    |
| 19  | CA Platense                 | 38    | 6  | 16  | 16  | 28  | 30   | 47    |
| 20  | Newell’s Old Boys           | 38    | 7  | 11  | 20  | 25  | 25   | 50    |

- River Plate i San Martín – odjęte 2 punkty
- Copa Libertadores 1994: Boca Juniors (mistrz turnieju Apertura), CA Vélez Sarsfield (mistrz turnieju Clausura)
- Copa CONMEBOL 1993: CA Huracán, Deportivo Español, San Lorenzo de Almagro